# 대한민국 형법 제182조
대한민국 형법 제182조는 현주·공용·일반건조물 일수 및 일수치사상죄의 미수범 처벌규정이다. 형법 제2편 각칙 제14장 일수와 수리에 관한 죄에 포함되어 있으며 법률 제20908호로 2025년 4월 8일에 일부개정 및 시행되었다.

## 조문
제182조 (미수범)제177조 내지 제179조제1항의 미수범은 처벌한다.

## 참조조문
제177조(현주건조물등에의 일수)  ① 물을 넘겨 사람이 주거에 사용하거나 사람이 현존하는 건조물, 기차, 전차, 자동차, 선박, 항공기 또는 광갱을 침해한 자는 무기 또는 3년 이상의 징역에 처한다.
② 제1항의 죄를 범하여 사람을 상해에 이르게 한 때에는 무기 또는 5년 이상의 징역에 처한다. 사망에 이르게 한 때에는 무기 또는 7년 이상의 징역에 처한다.

제178조(공용건조물등에의 일수)(공용건조물등에의 일수) 물을 넘겨 공용 또는 공익에 공하는 건조물, 기차, 전차, 자동차, 선박, 항공기 또는 광갱을 침해한 자는 무기 또는 2년 이상의 징역에 처한다.

제179조(일반건조물등에의 일수)①물을 넘겨 전2조(177조 및 178조)에 기재한 이외의 건조물, 기차, 전차, 자동차, 선박, 항공기 또는 광갱 기타 타인의 재산을 침해한 자는 1년이상 10년이하의 징역에 처한다.

## 같이 보기
- 대한민국 형법 제177조
- 대한민국 형법 제178조
- 대한민국 형법 제179조